# Франс Алфред Минг
Франс Алфред Менг (18. јануар 1910 – 18. септембар 1944) био је индонежански фудбалски везни играч који је играо за Холандску Источну Индију на Светском првенству у фудбалу 1938. године. Такође је играо за СВВБ Батавију.
Каплар у Холандском маринском корпусу у Другом светском рату који је постао ратни заробљеник Јапанаца, погинуо је заједно са хиљадама других када је јапански теретни брод Џунјо Мару потонуо након што га је торпедовала британска подморница ХМС Трејдвинд.